# Łypowe (rejon kramatorski)
Łypowe (ukr. Липове) – wieś na Ukrainie, w obwodzie donieckim, w rejonie kramatorskim, w hromadzie Łyman. W 2001 liczyła 101 mieszkańców.